# مايك رينشو
مايك رينشو (بالإنجليزية: Mike Renshaw)‏ هو لاعب كرة قدم ومدرب كرة قدم أمريكي في مركز الهجوم، ولد في 28 أبريل 1948 في مانشستر في المملكة المتحدة، وتوفي في 17 فبراير 2021. شارك مع منتخب الولايات المتحدة لكرة القدم. أما مع النوادي، فقد لعب مع دالاس تورنايدو ونادي بلاكبول ونادي ريل ونادي مارغيت.

## وصلات خارجية
- مايك رينشو على موقع قاعدة بيانات كرة القدم.إي يو (الإنجليزية)
- مايك رينشو على موقع ناشيونال فوتبول تيمز (الإنجليزية)
- مايك رينشو على موقع عالم كرة القدم.نت (الإنجليزية)